# Internet Explorer 4
Internet Explorer 4 – graficzna przeglądarka Internetowa produkcji Microsoft, która została wydana we wrześniu 1997 początkowo tylko dla platformy Microsoft Windows, ale również potem dla Apple Mac OS, Solaris, i HP-UX. IE 4 było dołączone do Windows 95 OSR 2.5 i Windows 98, co wywołało drogę sądowniczą Microsoft kontra USA. Sloganem marketingowym był: "The Web the Way You Want It!". czyli "Sieć taka, jaką chcesz".

## Historia
| Główna wersja | Szczegółowa wersja | Data wydania  | Zmiany                                        | Dostarczony z      |
| ------------- | ------------------ | ------------- | --------------------------------------------- | ------------------ |
| Wersja 4      | 4.0 Beta 1         | kwiecień 1997 | Polepszenie wsparcia dla CSS i Microsoft DOM. |                    |
| Wersja 4      | 4.0 Beta 2         | lipiec 1997   | Polepszenie wsparcia dla HTML i CSS.          |                    |
| Wersja 4      | 4.0                | wrzesień 1997 | Polepszenie wsparcia dla HTML i CSS.          | Windows 95 OSR 2.5 |
| Wersja 4      | 4.01               | listopad 1997 | Kilka poprawek.                               | Windows 98         |